# Tachydromia carpathica
Tachydromia carpathica är en tvåvingeart som beskrevs av Chvala 1966. Tachydromia carpathica ingår i släktet Tachydromia och familjen puckeldansflugor. Inga underarter finns listade i Catalogue of Life.